# Megkésett beszédfejlődés
A megkésett beszédfejlődés arra utal, hogy a gyermek az átlagosnál lényegesebben lassabban tanul meg beszélni. Itt a beszédet el kell különíteni a nyelvtől, ami a beszédtől függetlenül is fejlődhet lassan. Itt a beszéd arra a hallható folyamatra utal, amit a beszélőszervek hoznak létre. A megkésett nyelvelsajátítás egy másik rendellenesség, ami inkább fejlődési diszfáziaként, vagy akadályozott beszédfejlődésként ismert.
Ha a gyerek megkésett beszédfejlődésű, de nyelvelsajátítása normális, akkor megpróbál korának megfelelően beszélni, de beszéde nehezen vagy sehogy sem érthető. A megkésett nyelvelsajátítás hasonlóan jelenik meg, de mivel a nyelvfejlődés feltétele a beszédnek, ezért a gyerek nem beszél vagy beszédprodukciója messze elmarad az egyidős gyerekekétől. Mindkettő szélsőséges esete az alália (régi nevén hallónémaság), amikor is a gyerek ötévesen még mindig nem beszél érthetően.

## Tünetei
A megkésett beszédfejlődés tünetei a beszédfejlődés állomásai szerint csoportosíthatók, 12 hónapos kortól a fiatal felnőttkorig.
12 hónapos korban a gyerek nem csinálja a következőket:
- Gesztusok használata, például integetés vagy rámutatás
- Különböző mássalhangzók gyakorlása
- Vokalizáció, szükségletek közlése

15-18 hónapos korban:
- Nem mondja, hogy mama és papa.
- Nem válaszol arra, hogy nem, és nem használ egyszerű köszönésformákat
- 12 hónapos korban még nem használ szavakat, és 18 hónaposan kevesebb, mint 15 szót használ
- Nem tudja azonosítani a testrészeket
- Nehézségek a hangok és a cselekvések utánzásában
- Inkább mutogat, mint beszél

2 és 4 éves kor között:
- Képtelenség a spontán beszédre
- Képtelenség egyszerű iránymutatások és utasítások követésére
- Nem tud két-három szavas mondatokat alkotni
- A szavak elején vagy végén elhagyja a mássalhangzókat
- Még saját családjában is nehezen vagy egyáltalán nem értik a beszédét
- Nem tudja bemutatni különféle háztartási eszközök használatát

## Okai
Az okok lehetnek fizikaiak vagy idegiek, amelyek megnehezítik a beszédet. Előfordulhat a beszélőszervek deformációja, vagy lehetnek a beszélőszervek ügyetlenek. Idegrendszeri okok esetén vagy az agyban nem elég fejlett vagy nem is alakult ki az a terület, ami a  beszéd megformálásáért felelős, vagy pedig a beszélőszervekkel való kapcsolat sérült. Előfordulhat, hogy a gyereknek a táplálkozással is problémája van, akár csecsemőkortól kezdve.
A gyerekeknél megkésett beszédfejlődésre utalhatnak (Shriberg 1982):
- Beszédmechanizmusok, ahol a beszéd a hallás, a beszédmotorika és a craniofacialis működési zavarok miatt sérült
- Kognitív-nyelvi aspektusok, ahol az akadályozottság a gyermek értelmi, beszédértési, kifejezési és nyelvi készségeihez kapcsolódik
- Pszichoszociális problémák, ahol az akadályozottság gondozóhoz, iskolai környezethez, vagy a gyermek önmagával szembeni viselkedéséhez (agresszió, érettség) kapcsolódik[4]

További okok lehetnek: többnyelvű gyereknél élettani pöszeség, autizmus, apraxia, beszédértési zavar (APD), hallászavar  vagy értelmi fogyatékosság. Broomfield és Dodd's (2004a) szerint azok között, akiknél nem voltak jelen ezek, 6,4% volt a megkésett beszédfejlődés aránya; azonban náluk is voltak erre utaló korai jelek, amelyek lehetővé tennék a veszélyeztetett gyerekek nyomon követését és szükség szerinti fejlesztését.

## Kommunikációs készségek
A gyerek kommunikációjának megfigyelésével a szülők, tanárok, logopédusok jobban meg tudják határozni a fejlesztés irányát, mivel a gyerekek kommunikációs készségei változatosak. A megfigyeléseket a család otthoni környezetben végzi. A fejlesztéshez sok különféle szempontot kell figyelembe venni:
- Megvárni, amíg a gyerek befejezi mondanivalóját
- Nem javítani közvetlenül a beszédét. A javítás kellemetlen számára, így miatta kerülné a beszédet. Ehelyett a válaszban meg kell ismételni a szavakat.
- Kommunikációs partnertként kell tekinteni a gyereket
- Sokat kell dicsérni
- Kérdezgetés
- Olvasás a gyereknek
- Elcsalni a tévé elől, többet beszélgetni
- Magyarázatok, következtetések kimondása

## Fejlesztés
Miután megállapították a megkésett beszédfejlődést, ellenőrzik a hallást, hogy van-e halláscsökkenés, és ha van, akkor az indokolja-e a beszédfejlődés lassúságát. Ezután meg lehet tervezni a fejlesztést. Sokféle terápia létezik, és személyre kell szabni a gyerek egyéniségétől, valamint a beszédfejlődés állapotától, a megkésés okától, megjelenési formájától és folyamatától függően. A beavatkozás legfontosabb formája a beszédfejlesztés, de emellett lehetségesek testi és foglalkoztató terápiák is.
Maria Summer egészleges módszere Rankweilben (Ausztria), ígér gyors és hatékony beszédindukciót, a beszéd, a hangképzés, és a lélegzés hibáinak kijavítását, és a tanulás támogatását alig 60 ülés alatt. Eszközei myokinetikus gyakorlatok, relaxáció, ritmikus lélegzőgyakorlatok.
A testi és a foglalkoztató terápiák a testi rendellenességek javítására, illetve autizmus vagy nyelvfeldolgozási zavar esetén használatosak. Hallássérülés esetén jelnyelv tanításával támogatják a beszédet. A szülők az első és a legfontosabb segítők a gyerek fejlesztésében. A család ezekkel segítheti a gyerek fejlődését:
- Rendszeres olvasás a gyerekeknek[1][2][10]
- Kérdezgetés, és egyszerű, tiszta nyelv használata[3][8]
- Türelem és pozitív megerősítés[1][2][10]

Amennyiben a fejlődést testi rendellenességek akadályozzák, úgy különféle textúrájú ételekkel gyakoroltatják és erősítik az állkapcsot, és az új mozgásokat evés közben gyakoroltatják. Egy ritkábban tanulmányozott módszer a zeneterápia a beszéd és a nyelv fejlődésének segítésére.

## Következményei
Kutatások szerint a megkésett beszédfejlődés gyakran jár együtt a viselkedés, a társas élet problémáival, és érzelmi problémákkal. Azoknál, akik nem kaptak megfelelő fejlesztést, a nyelvi megértés (beszédértés, olvasás) gyenge marad, így a tanulás is nehezebbé válik. További kutatások szerint gyakrabban vannak nehézségeik a kommunikációval és a kapcsolatok kialakításával, aminek negatív hatásai lehetnek a további életükben a pszichoszociális egészségükre. A megkésett beszédfejlődésből diszlexia, diszgráfia, diszkalkulia maradhat vissza.

## Fordítás
Ez a szócikk részben vagy egészben  a   Speech delay című angol Wikipédia-szócikk fordításán alapul.  Az eredeti cikk szerkesztőit annak laptörténete sorolja fel. Ez a jelzés csupán a megfogalmazás eredetét és a szerzői jogokat jelzi, nem szolgál a cikkben szereplő információk forrásmegjelöléseként.